# Rapana venosa
Rapana venosa är en art av snäckor som först beskrevs av Achille Valenciennes 1846. Arten är en marint levande predator som ingår i släktet Rapana i familjen Valksnäckor, Muricidae. Rapana venosa är enkönad och förökar sig genom ovipari där honan lägger 200 till 1 000 ägg vid varje tillfälle. Efter att äggen kläckts är larverna först pelagiska i 14 till 80 dygn, innan deras skal hårdnar och snäckorna söker sig till botten.
Denna art kommer ursprungligen från området kring Korea men anses vara bland de 100 värsta invasiva arterna i Europa. Med undantag av tillfälliga fynd på Kanalöarna har den emellertid inte påträffats norr om Svarta havet. I Chesapeake Bay har man påvisat att vissa miljögifter kan leda till att denna snäcka drabbas av imposex.